# 杉山康人
杉山 康人（すぎやま やすひと、1967年 - ）は、チューバ奏者。2003年、東洋人で初めてウィーン国立歌劇場管弦楽団のオーディションに合格した（試用期間終了後退団）。2006年からクリーヴランド管弦楽団の首席チューバ奏者を務めている。

## 来歴
兵庫県滝野町生まれ。兵庫県立三木東高等学校卒業。1990年相愛大学音楽学部（チューバ専攻）卒業。同年8月京都市交響楽団客演奏者（ - 1991年）。
1993年大阪フィルハーモニー交響楽団ヨーロッパツアー同行、1995年10月大阪シンフォニカー入団（ - 1996年）。同年11月 第12回日本管打楽器コンクールチューバ部門第1位。1998年新日本フィルハーモニー交響楽団入団（ - 2003年）。同年、サイトウ・キネン・オーケストラに参加。
2003年6月、ウィーン国立歌劇場管弦楽団入団オーディションに東洋人として初合格（試用期間終了、不合格宣告と同時に退団）。2006年1月、クリーヴランド管弦楽団入団。
武貞茂夫（京都市交響楽団）、緒方文則（大阪府音楽団）、唐川集三（大阪フィルハーモニー交響楽団）、レックス・マーティン（ノースウェスタン大学教授）に師事。
日本では、チューバでラジオ体操の音楽を演奏しながらラジオ体操をする、動物の着ぐるみを着て動物園をはじめ各地で演奏するズーラシアンブラスに参加するなど、クラシック音楽の初心者が親しみやすい演奏活動を行っていた。